# Salmo trutta
Salmo trutta é um peixe da família Salmonidae. Ocorre nos rios da Europa e Ásia. É a espécie de truta mais comum e é vulgarmente chamada truta marisca (nome científico: Salmo trutta, morfo trutta) ou truta-marrom (Salmo trutta, morfos fario e lacustris) são peixes da família dos salmonídeos.
As duas variações distinguem-se principalmente pelo fato de que a truta-marrom é um peixe de água doce, enquanto a truta marisca, que apresenta uma reprodução anádroma, migra para os oceanos por boa parte de sua vida, retornando à água doce apenas para a desova.
O morfo lacustre da truta-marrom costuma ser potamódromo, migrando de lagos para rios e riachos para desovar, embora existam evidências de desovas realizadas em litorais de lagos onde exista abundância de ventos. O morfo fario da S. trutta forma populações que habitam riachos, especialmente alpinos, porém também são encontrados em rios maiores. Existem evidências de que morfos anádromos e não-anádromos que coexistem nos mesmos rios são idênticos geneticamente. O nome "truta-marrom" costuma ser utilizado indiscriminadamente a todos os morfos.
Pode ultrapassar um metro de comprimento, embora isto seja raro de ocorrer. Alimenta-se de pequenos crustáceos, cujos pigmentos dão à sua carne uma tonalidade rosada característica.

## Em Portugal
Está classificada como espécie Criticamente em Perigo pelo Livro Vermelho dos Vertebrados de Portugal.
Apenas as populações dos rios Minho e Lima apresentam a forma migradora (e não a forma sedentária), ou seja, aquelas cujos peixes eclodem em água doce e, passados um a dois anos, migram para o mar onde crescem até à maturação sexual.
Só depois regressam aos locais de nascimento para se reproduzirem, normalmente zonas de baixa profundidade, com velocidades de corrente moderada e bem oxigenadas e sem poluição.
Estudos revelam que em 2040, a truta terá perdido metade do seu habitat na Península Ibérica; em 2100 terá praticamente desaparecido.
A poluição, as alterações climáticas, a extracção de água para rega e a sobre-pesca são as causas apontadas  para a provável extinção das populações de truta-marisca), na Península Ibérica, antes de 2100.